# Agência de Investigação de Acidentes Aéreos

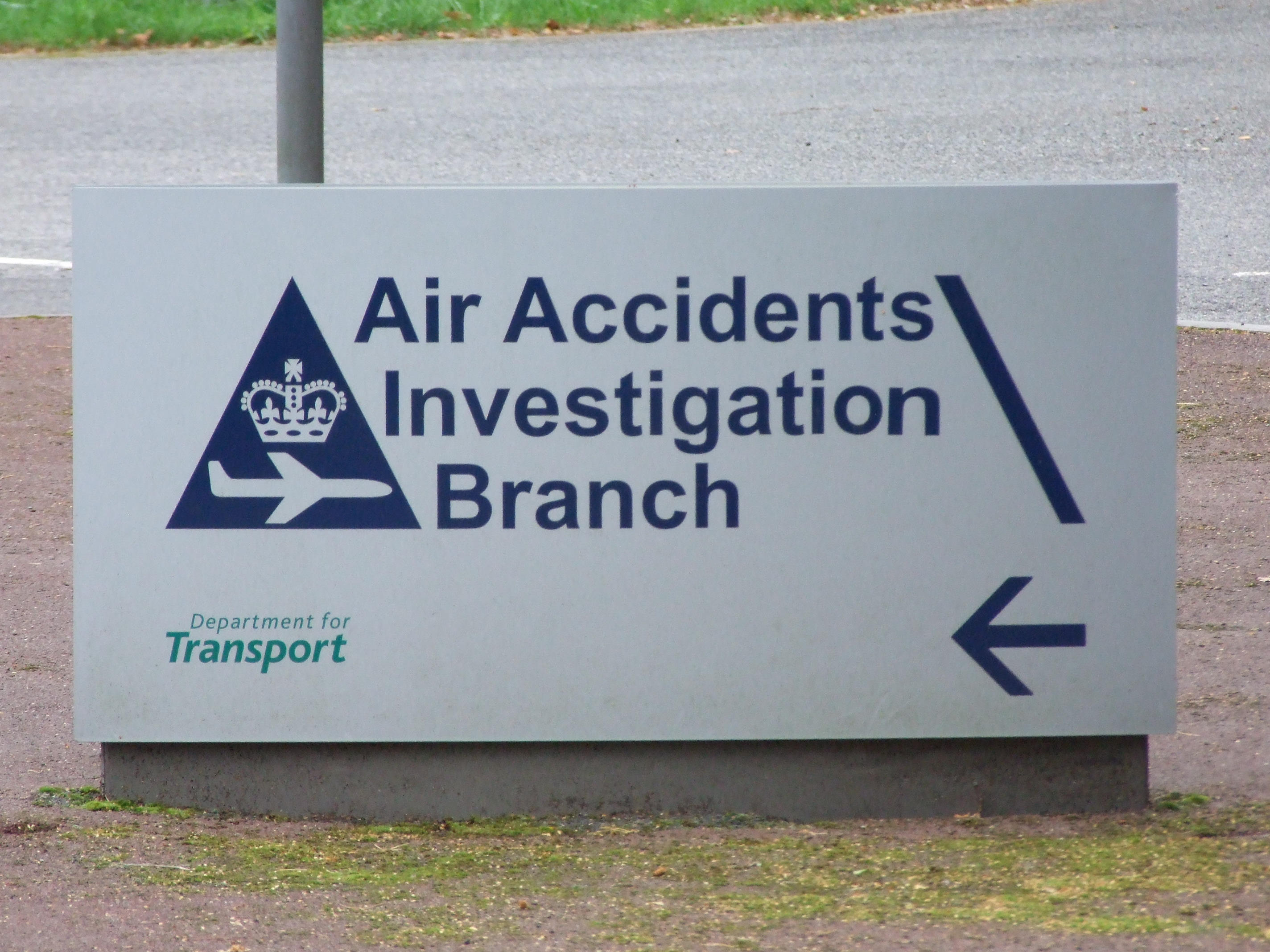
Placa indicando o acesso à AAIB

A Agência de Investigação de Acidentes Aéreos, em inglês Air Accidents Investigation Branch (AAIB) é um órgão do Departmento de Transportes do Reino Unido, responsável pela investigação e prevenção de acidentes ocorridos com aeronaves civis.
Os seus inspetores são qualificados em três categorias: Inspetor de Operações, piloto com experiência em comando de aeronaves; Inspetor de Engenharia, com especialização em sistemas de controle de aeronaves; Inspetor de Registros de Voo, com experiência em aviônicos.
A AAIB tem seu escritório central localizado em Aldershot, Hampshire, próximo do Aeroporto de Farnborough.

## História
A investigação de acidentes aeronáuticos no Reino Unido começou em 1912, quando a então força aérea britânica, denominada Royal Flying Corps publicou um relatório sobre um acidente aéreo fatal ocorrido naquele ano no aeródromo de Brooklands.
A AAIB foi fundada em 1915, como Accidents Investigation Branch (AIB), órgão subordinado à Royal Flying Corps. O capitão George Bertram Cockburn foi designado "Inspetor de Acidentes", reportando-se diretamente à Diretoria Geral de Aeronáutica Militar do então Departamento de Guerra britânico.
Com o fim da Primeira Guerra Mundial, foi criado em 1918 o Air Ministry (Ministério do Ar) e a AIB passou a fazer parte do Departimento de Aviação Civil britânico, com a competência de investigar os acidentes tanto da aviação civil, quanto da aviação militar. Com a criação da Secretaria de Estado dos Transportes, a AIB passou a ser a ela subordinada a partir de 1946, mas continuou a dar suporte à Força Aérea Real nas investigações de acidentes aeronáuticos. Depois de ter sido vinculada a outros órgãos governamentais, a AIB foi finalmente subordinada em 1983, ao Departmento de Transportes do Reino Unido e, em novembro de 1987, teve seu nome mudado para Agência de Investigação de Acidentes Aéreos (Air Accidents Investigation Branch – AAIB).

## Organização
Na estrutura organizacional da AAIB, o comando está a cargo de um Inspetor Chefe, seguido de um Vice-inspetor Chefe, que possuem uma equipe de assistentes. Estão sob seu comando:
- seis diretorias técnicas, assim distribuídas: uma Diretoria de Registros de Voo, duas Diretorias de Operações e três Diretorias de Engenharia. Cada uma destas diretorias possui seus respectivos inspetores sênior.
- uma Assistência de Engenharia em Saúde e Segurança.
- uma Chefia Administrativa das áreas de finanças, operações, patrimônio e comunicações/informática.

O Inspetor de Registros de Voo deve possuir graduação em Engenharia Eletroeletrônica ou em Engenharia Aeronáutica, com especialização na área em que atua, com título expedido por instituição conceituada. Deve também ter vasta experiência em atuais sistemas de comando de voo e aviônica. O Inspetor de Operação deve ter licença de pilotagem válida, com atuação em uma companhia aérea não extinta, e com certificado médico atualizado. Deve ter também um amplo conhecimento de aviação e relevante experiência no comando de aeronaves civis de asa fixa ou helicópteros. O Inspetor de Engenharia deve possuir graduação na área e vasta experiência profissional em Engenharia Aeronáutica.

## Investigações e abrangência
A AAIB é responsável pelas investigações de acidentes ou incidentes graves com aeronaves civis, que ocorram dentro dos limites territoriais continentais e ultramarinos do Reino Unido.
Os territórios ultramarinos do Reino Unido, que estão na área de abrangência da AAIB, são: Anguilla, Bermudas, Gibraltar, Ilhas Virgens Britânicas, Ilhas Cayman, Ilhas Malvinas, Montserrat e Ilhas Turcas e Caicos. 